# Stevie Benton

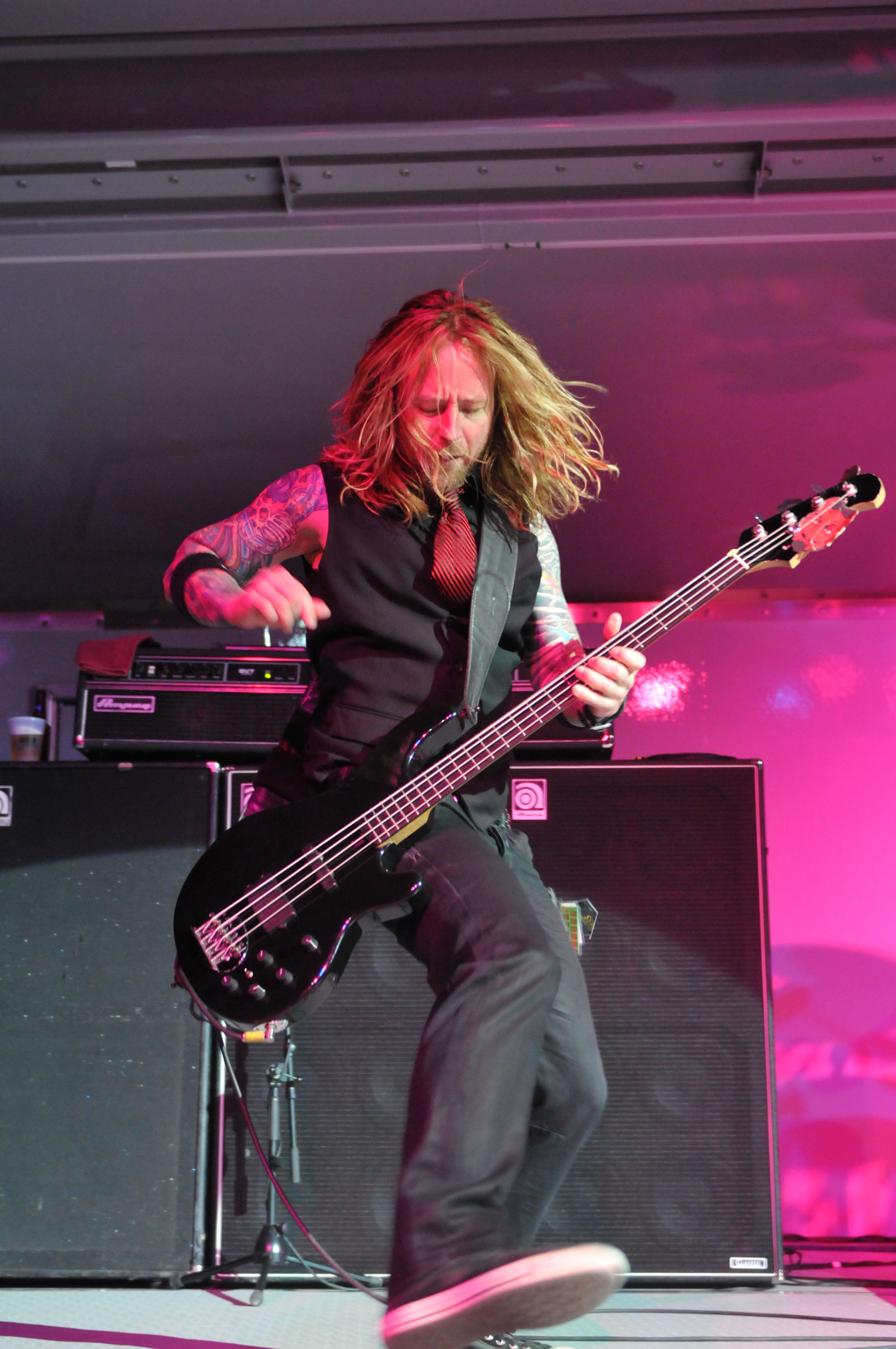

Stevie Benton (Farmersville, Texas; 17 de febrero de 1971) es un bajista en funciones perteneciente a la banda de metal Drowning Pool. También proporciona coros para el grupo. Benton está en Drowning Pool desde su formación (aunque una versión anterior de la banda afirma que tuvieron otros bajistas antes que Benton).

## Comentario acerca de torturas en Guantánamo
En la edición de Spin de diciembre de 2006, la revista enfrenta Benton con información acerca de que su música se utilice como método de tortura e interrogatorio en la Bahía de Guantánamo, Cuba. En respuesta Benton dijo: " La gente asume que nosotros deberíamos estar ofendidos de que alguien como los militares piensen que nuestra música pueda trastornar, reproduciéndola una y otra vez, esto psicológicamente puede quebrar a alguien... Lo tomo como un honor de pensar que quizás nuestra música podría ser usada reprimir otro ataque de 9/11 o algo así."

## Enfermedad
El 7 de diciembre de 2007, Benton se enteró de que le habían diagnosticado parálisis de Bell, un trastorno neurológico que causa parálisis de los músculos faciales y sensibilidad a la luz y el sonido. Según el sitio web de Drowning Pool "Benton comenzó a sentirse mal durante la noche previa a un recital de Stone’s Throw en Eau Claire, Wisconsin, y después del espectáculo se apresuraron a llevarlo a Luther Midelfort Hospital ..." Él emitió una declaración en pedir disculpas a los fanes y declaró que él y su banda "no pueden esperar a volver a bailar con todos ustedes de nuevo." Como resultado de ello el resto del tour "This is for the Soldiers Tour" se cancela.